# جوبارو
جوبارو أو كوبارو هو أحد قادة الجيوش البابلية الكلدانية في زمن أخر ملك بابلي وهو نبو نيد وكان قائد جيشه في بابل بينما كان نبو نيد في شبه الجزيرة العربية في مدينة تيماء (مدينة) تاركا ابنه العديم الخبرة بالحكم بلشاصر للحكم في بابل .
تسبب جوبارو باسقاط اخر حكم وطني في بلاد الرافدين وهي سلالة بابل الكلدانية حيث قام بخيانة نبو نيد وسلم مدينة بابل للملك الفارسي كورش الاخميني سنة 539 ق م بالحث من كهنة الاله مردوخ الذين كانوا يكرهون نبو نيد لانه فضل عبادة الاله سين عن عبادة الههم مردوخ فسمح لكورش الاخميني بالدخول لبابل وقتل ابن نبو نيد بلشاصر .
حاول نبو نيد استرجاع مدينة بابل لكنه انهزم من امام كورش الكبير وعاد إلى تيماء.